# Nobas Nordhausen
«Nobas Nordhausen» — немецкая компания, производящая землеройную технику. Существует с 1948 года. Ныне компания принадлежит группе Papenburg.

## История

### Эпоха ГДР
После окончания Второй мировой войны компания Nobas состояла из двух частных компаний. Фактически компания была основана в 1948 году. Тогда же были выпущены первые тракторы и лебёдки, а также своё первое оборудование для горнодобывающей промышленности. С 1951 года компания почти исключительно разрабатывает и производит универсальные экскаваторы. Первоначально они имели исключительно механический привод.
В 1956 году появляется UB 20, первый гидравлический экскаватор, который начал выпускаться со следующего года. А с 1958 года началось массовое производство изделий: UB 80/UB 83, UB 1212/UB 1213/UB 1214. В 1971 году замена перечисленных выше устройств началась с выпуска полностью гидравлического универсального экскаватора. В конце 1950-х годов конструкторы Nobas вместе с конструкторами VEB Zemag Zeitz сыграли важную роль в создании и развитии универсальных экскаваторов UB 162. Эти экскаваторы были выпущены в больших количествах предприятием Zemag Zeitz.
С конца 1940-х годов компания также работала в области изготовления стальных конструкций. Она выпускала конструкционную сталь для строительства, стальные конструкции для крупномасштабных шахтных подъёмников (подъёмных машин, конвейеров, шкивов и платформ). Кроме того, Nobas занималась обработкой листового металла толщиной 2 мм, изготовлением пресс-форм и выпуском компонентов для автомобильной промышленности.

### Приватизация
17 мая 1991 года Nobas была преобразована в открытое акционерное общество. А 1 января 1992 года — в общество с ограниченной ответственностью.

## Деятельность
За всю историю компанией было выпущено более 16 тысяч экскаваторов (различных классов и размеров). Они находятся в более чем 50 странах мира. В начале 1980-х годов в программу производства дноуглубительных машин были добавлены дорожные катки.